# Augustin Jordan
Pour les articles homonymes, voir Jordan.
Augustin Jordan, né à Paris le 10 décembre 1910 et mort à Saint-Léger-sous-Beuvray le 24 mars 2004,, est un résistant français, compagnon de la Libération et diplomate. Il a notamment été ambassadeur de France en Pologne, puis en Autriche.

## Biographie

### Jeunesse et études
Augustin Jordan est titulaire d'une licencié ès lettres et d'une licence de droit. Il est diplômé de l'École libre des sciences politiques.

### Parcours professionnel
Augustin Jordan devient le collaborateur de Louis Joxe au Centre d'études de politique étrangère et de Pierre Brossolette à L'Europe nouvelle de 1934 à 1937. Fin 1937, il part pour le Maroc pour assumer les fonctions de secrétaire général du Comité central des industriels. Mobilisé en 1939, il participe à la campagne des Ardennes. Démobilisé, il retourne au Maroc d'où il rejoint, via Tanger et Gibraltar, les Forces françaises libres à Londres en septembre 1940. Il travaille aux services civils de Carlton Gardens. En mai 1941, il est affecté à la 1re brigade FFL et participe à la campagne de Syrie en juin 1941. En janvier 1942, il fait partie d'une unité qui est intégrée au Special Air Service (SAS) britannique. Les SAS français deviennent le French Squadron et ils se distinguent par des raids importants sur les arrières ennemis et sur les aérodromes allemands en Crète et en Libye. En juillet 1942, après la capture de leur commandant Georges Bergé, c'est sous les ordres d'Augustin Jordan que les SAS français opèrent en Cyrénaïque, détruisant au sol de nombreux appareils allemands  et des dépôts de munitions. Commandant de la 2e CIA, il est fait prisonnier le 27 janvier 1943 au cours d'un raid en Tunisie et est emprisonné dans le château de Colditz, où il retrouve Bergé. Il sera fait compagnon de la Libération par décret du 26 mars 1943.
Libéré en avril 1945, il entre au Quai d'Orsay en octobre 1945. Après deux premiers postes à Athènes et à Bonn, il est nommé en 1954  directeur de cabinet de Christian Fouchet, ministre des Affaires tunisiennes et marocaines dans le gouvernement Pierre Mendès-France. L'année suivante, il accède au poste de directeur de l'administration centrale du ministère des Affaires étrangères.
Il devient par la suite ambassadeur de France à Varsovie (1970-1973) puis à Vienne (1973-1975).

## Décorations
- Commandeur de la Légion d'honneur
- Compagnon de la Libération par décret du 26 mars 1943[5]
- Croix de guerre 1939–1945 (4 citations)
- Médaille de la Résistance française avec rosette par décret du 3 aout 1946[6]
- Croix militaire (GB)
- Croix de commandeur de l'ordre du Mérite (Allemagne)
- Grand Officier de l'Ouissam Alaouite (1954)[7].

## Ouvrage
- Une lignée de huguenots dauphinois et ses avatars. Les Jordan de Lesche-en-Diois du XVIe au XXe siècle - Éditeur Soprep - 1983.